# Il potere del male
Il potere del male (Paradigma) è un film del 1985 diretto da Krzysztof Zanussi.

## Trama
Europa, anni venti. Il film è costruito come una parabola, i personaggi sono tipi paradigmatici: il cinico industriale dell'acciaio che diviene ricco vendendo armi, sua moglie, il giovane e povero studente di teologia. Il ragazzo ha una relazione con la moglie dell'industriale, che rimane incinta. Per espiare la sua colpa, lo studente se ne va con il bambino.